# Mathilde van Karinthië
Mathilde van Karinthië (tussen 1097 en 1106 – Fontevraud-l'Abbaye, 13 december 1160 of 1161) was een edelvrouw uit het huis Spanheim, het hertogelijk huis van Karinthië. Door haar huwelijk werd ze gravin van Blois.
Zij was de dochter van hertog Engelbert van Karinthië en zijn vrouw Uta van Passau. Ze was de moeder van Adelheid van Champagne, de vrouw van koning Lodewijk VII van Frankrijk. In 1123 trouwde ze met Theobald IV van Blois; zij kregen de volgende kinderen:
- Henry I van Champagne (1127-1181), graaf van Champagne
- Maria (1128-1190), non, trouwde met Odo II van Bourgondië
- Theobald V (1130-1191), graaf van Blois
- Isabella, gehuwd met Roger III van Apulië
- Stefanus I (1133-1190), graaf van Sancerres
- Willem († 1202), bisschop van Chartres, aartsbisschop van Reims en van Sens, kardinaal
- Hugo, abt van Cîteaux
- Mathilde († 1184), gehuwd met graaf Rotrud IV van Perche († 1191)
- Agnes, in 1155 gehuwd met graaf Reinout II van Bar († 1170)
- Adelheid, in 1160 gehuwd met Lodewijk VII van Frankrijk als zijn derde vrouw
- Margaretha, non in Fontevraud